# MG XPower SV
MG XPower SV är en sportbil som den brittiska biltillverkaren MG Rover Group tillverkade mellan 2003 och 2005.

## MG XPower SV
Sedan BMW sålt MG Rover Group till Phoenix Venture Holdings 2000 startade de nya ägarna dotterbolaget MG Sport and Racing med avsikten att marknadsföra MG som sportbilstillverkare. Detta ledde till en satsning på sportvagnsracing med deltagande i bland annat Le Mans 24-timmars. Dessutom ville man ta fram en större och kraftigare sportbil än de små och prisvärda modeller MG historiskt sett varit kända för.
MG sparade mycket tid och resurser när de erbjöds av Qvale Modena SpA, som hade ekonomiska problem, att få köpa deras Mangusta-modell.  Bilen hade presenterats redan 1996 som en prototyp från De Tomaso men som sen tillverkats av Kjell Qvales företag. Mangustan hade ett kraftigt stålchassi som underlättade för MG att ta fram en egen kaross, ritad av Peter Stevens.
MG visade en prototyp kallad MG X80 på bilsalongen i Frankfurt hösten 2001. Bilen hade en V8-motor från Ford Mustang. Stevens var inte nöjd med formgivningen och tog fram en helt ny kaross till produktionsbilen med många paneler i kolfiber för att hålla nere vikten.
Den färdiga bilen presenterades på bilsalongen i Birmingham hösten 2002 och de första exemplaren levererades till kund ett år senare. Chassit och karossen byggdes i Italien innan bilarna skeppades till MG Rovers fabrik i Birmingham. MG planerade att bygga 120-130 bilar om året men med ett grundpris på £65 000 var bilen svårsåld. När Phoenix-ägda MG Rover gick i konkurs våren 2005 hade man byggt 82 exemplar.
I slutet av 00-talet köpte britten Will Riley rätten till MG XPower och presenterade storslagna planer på att återuppta tillverkningen. Konflikter med kinesiska Nanjing Automobile Group om rätten till namnet MG samt ekonomiska realiteter satte effektivt punkt för de planerna.

## Motor
| Modell | Motor              | Cylindervolym | Effekt | Bränslesystem      |
| ------ | ------------------ | ------------- | ------ | ------------------ |
| SV     | 8-cyl V-motor DOHC | 4601 cm³      | 325 hk | Bränsleinsprutning |
| SV-R   | 8-cyl V-motor DOHC | 4997 cm³      | 390 hk | Bränsleinsprutning |